# Fatah al-Intifada
 (mai 2015).
Si vous disposez d'ouvrages ou d'articles de référence ou si vous connaissez des sites web de qualité traitant du thème abordé ici, merci de compléter l'article en donnant les références utiles à sa vérifiabilité et en les liant à la section « Notes et références ».
Le Fatah-Intifada ou Fatah al-Intifada (arabe : فتح الانتفاضة) est un mouvement armé palestinien issu d'une scission du Fatah en 1983, à la suite de la participation de ce dernier à la guerre civile libanaise. Cette scission s'est faite avec le soutien de la Syrie.
Le mouvement Fatah Al-Intifada a joué un rôle central dans la lutte contre le Front Al-Nosra et les organisations armées à l'intérieur du camp de Yarmouk depuis la mi-2012, après la chute du camp aux mains des forces de l'opposition syrienne, en particulier du Front Al-Nosra et l'Armée syrienne libre. En outre, le Fatah Al-Intifada a joué un rôle important dans la restauration du camp d'Al-Husseiniyah, situé à proximité de l'aéroport international de Damas. Il a mené la bataille pour prendre d'assaut le camp et en expulser les forces de l'opposition syrienne, et actuellement Le Fatah Al-Intifada contrôle les camps de Jaramana et d'Al-Husseiniyah et y dirige les Forces de défense nationale.
Le Fatah al-Islam est issu d'une scission islamiste du Fatah-Intifada.

## Idéologie
Les objectifs du mouvement Fatah al-Intifada sont « la libération de la Palestine par la lutte armée et la résistance armée, et l'établissement d'un État palestinien indépendant avec la noble Jérusalem pour capitale ». Il y avait aussi une dimension politique : l'organisation adoptait une vision plus à gauche que le Fatah, généralement apolitique, et utilisait une rhétorique socialiste.
En juin 2019, Talel Naji, secrétaire-général adjoint du Front populaire de libération de la Palestine-Commandement général (FPLP-CG), déclare que 1 858 Palestiniens sont morts en Syrie en combattants dans les rangs des forces gouvernementales et parmi eux 42 membres de Fatah al-Intifada.